# Monti Bitterroot
I Monti Bitterroot sono una catena montuosa degli Stati Uniti d'America che corre lungo il confine tra gli Stati dell'Idaho e del Montana. La catena si estende su una superficie di 62.736 km² e prendono il nome dalla Bitterroot (Lewisia rediviva), un piccolo fiore di colore rosa che è emblema ufficiale dello Stato del Montana.